# Michele Fiore
Michele Fiore (Bari, 5 ottobre 1959 – Caltanissetta, 4 febbraio 1991) è stato un militare italiano, Appuntato dell'Arma dei Carabinieri, insignito di Medaglia d'oro al valor civile, conferitagli alla memoria.
Fu ucciso da un ragazzo con problemi psichici, durante un posto di blocco.

## Biografia
L'appuntato Michele Fiore era nato a Bari il 5 ottobre 1959. Dopo aver iniziato la sua cartiera nell'Arma a Trino, in provincia di Vercelli, aveva prestato servizio al Nucleo Radiomobile di Sciacca, in provincia di Agrigento, prima di essere trasferito a Caltanissetta, dove nei primi sette mesi era stato aggregato ai colleghi in servizio presso il tribunale. 

## L'omicidio
Nel pomeriggio del 4 febbraio 1991, offrendosi di sostituire un collega del Radiomobile in malattia, esce in pattuglia con l'appuntato Santo Buttafuoco. È già sera quando decidono di effettuare un normale posto di blocco in via Paladini, alla periferia della città, ed è proprio lì che poco dopo si verifica la tragedia.
Durante l'esecuzione del posto di controllo, il conducente di una Peugeot 309, dopo aver arrestato la marcia, abbassava il finestrino dal lato passeggero e, imbracciato un fucile da caccia, esplodeva numerosi colpi di arma da fuoco alla volta del militare, infliggendogli gravissime ferite che sarebbero risultate mortali. Fiore riusciva a trovare riparo dietro l'auto di servizio erispondere al fuoco, ferendo l'assalitore che, nonostante tutto, riusciva ugualmente a dileguarsi. Immediatamente soccorso e trasportato in ospedale, Michele Fiore morirà prima di arrivarvi. Il suo assassino, identificato attraverso la targa della vettura, sarà rintracciato nella sua abitazione, dalla quale verrà prelevato e poi trasportato in ospedale perché ferito a una mano e alla gamba.
Si trattava di Carlo Osnato, 30 anni, appartenente a una famiglia conosciuta e stimata in città. Era da tempo affetto da disturbi psichici, e pochi mesi prima era stato addirittura arrestato per aver speronato, con la propria autovettura, un altro equipaggio del Nucleo Radiomobile di Caltanissetta.
Con D.P.R. del 17/11/1992, è stata concessa al militare la medaglia d'oro al valor civile alla memoria. 

## Riconoscimenti
- In data 13 novembre 2009, a Bari, città che gli diede i natali, è stata intitolata la Compagnia San Paolo alla sua memoria.

- Il 14 giugno 2015, gli è stata intitolata la Caserma di Barrafranca, sede del locale Comando Stazione Carabinieri.
- Il 17 dicembre 2023 è stata a lui dedicata la sede dell'Associazione Nazionale Carabinieri di Trino, città nella quale aveca svolto il primo servizio a inizio della carriera nell'Arma dei Carabinieri.